# هاردن-هویش
هاردن-هویش (به لاتین: Harden-huish) یک منطقهٔ مسکونی در سری‌لانکا است که در استان مرکزی (سری‌لانکا) واقع شده‌است.